# Gilberte Mortier
Gilberte Mortier (* 12. März 1907 in Paris; † 18. Januar 1991 in Vielle-Saint-Girons) war eine französische Schwimmerin.

## Karriere
Mortier brach im Juni 1924 den französischen Rekord über 200 m Freistil und wurde resultierend für die Teilnahme an den Olympischen Spielen im nachfolgenden Monat in Paris nominiert. Hier scheiterte sie im Wettbewerb über 400 m Freistil als Vierte ihres Vorlaufs an der Halbfinalqualifikation. Mit der französischen Staffel über 4 × 100 m Freistil erreichte sie den fünften Rang. Für die Individualdisziplin 100 m Freistil war die Schwimmerin ebenfalls gemeldet, trat aber nicht an. 1925 gewann sie Bronze bei den französischen Meisterschaften über 1000 m Freistil, mit der Staffel des Vereins Libellule de Paris errang sie die Silbermedaille.